# セリーナ・ヴィンセント
セリーナ・ヴィンセント（Cerina Vincent,  1979年2月7日 - ）は、アメリカ合衆国の女優である。

## 来歴
1979年、ネバダ州・ラスベガスに生まれる。両親ともにイタリア系。幼少の頃からパフォーマーにあこがれており、ダンスインストラクターだった母親からの応援もあり、小学校の演劇会で主役をはったこともあった。17歳の時に出場した1996年の10代のミスを競うミス・ネバダティーンでは、1997年のミスに選ばれている。
高校卒業後はロサンゼルスへ移り、奨学金を得て短大へ入学。学業に励む一方で、オーディションへ出向いたりして女優デビューの機会を伺った。そして1999年に日本の特撮テレビドラマを英語ローカライズ版として製作された『パワーレンジャー・ロスト・ギャラクシー』のイエロー役で女優デビュー。それをきっかけとしてテレビドラマや映画などへの出演も増えていき、現在も女優として順調にキャリアを積んでいる。

## 出演作品

### 映画
- Power Rangers Lost Galaxy: Return of the Magna Defender (1999) ※ビデオ作品
- Fear Runs Silent (2000)
- あるあるティーン・ムービー Not Another Teen Movie (2001)
- キャビン・フィーバー Cabin Fever (2002)
- Murder-Set-Pieces (2004)
- インターメディオ Intermedio (2005)
- カンバセーションズ Conversations with Other Women (2005)
- THE THING ザ・シング It Waits (2005)
- The Surfer King (2006)
- レジェンド·オブ·ドゥーム Seven Mummies (2006)
- HAKAIJYU 破壊獣 Sasquatch Mountain (2006)
- Everybody Wants to Be Italian (2007)
- TATARI タタリ/呪いの館 Return to House on Haunted Hill (2007) ※ビデオ作品
- Fashion Victim (2008)
- Toxic (2008)
- Chasing Happiness (2012)
- Complacent (2012)
- REPEAT/リピート MoniKa (2012)
- The Thanksgiving House (2013)

### テレビドラマ
- パワーレンジャー・ロスト・ギャラクシー Power Rangers Lost Galaxy (1999)
- Undressed (2000)
- パワーレンジャー・ライトスピード・レスキュー Power Rangers Lightspeed Rescue (2000)
- サン・オブ・ザ・ビーチ Son of the Beach (2000, 2002)
- City Guys (2001)
- マルコム in the Middle Malcolm in the Middle (2001)
- Dead Last (2001)
- フェリシティの青春 Felicity (2001)
- アリー my Love Ally My Love (2002)
- CSI:科学捜査班 CSI: Crime Scene Investigation (2005)
- Sex, Love & Secrets (2005)
- BONES Bones (2006)
- チャーリー・シーンのハーパー★ボーイズ Two and a Half Men (2008)
- ゾンビ・ファミリー Zombie Family (2012)
- マイク&モリー Mike & Molly (2012)
- TMI Hollywood (2012, 2013)
- Workaholics (2014)
- カリフォルニケーション/ある小説家のモテすぎる日常 Californication (2014)
- Jennifer Falls (2014)